# Squround

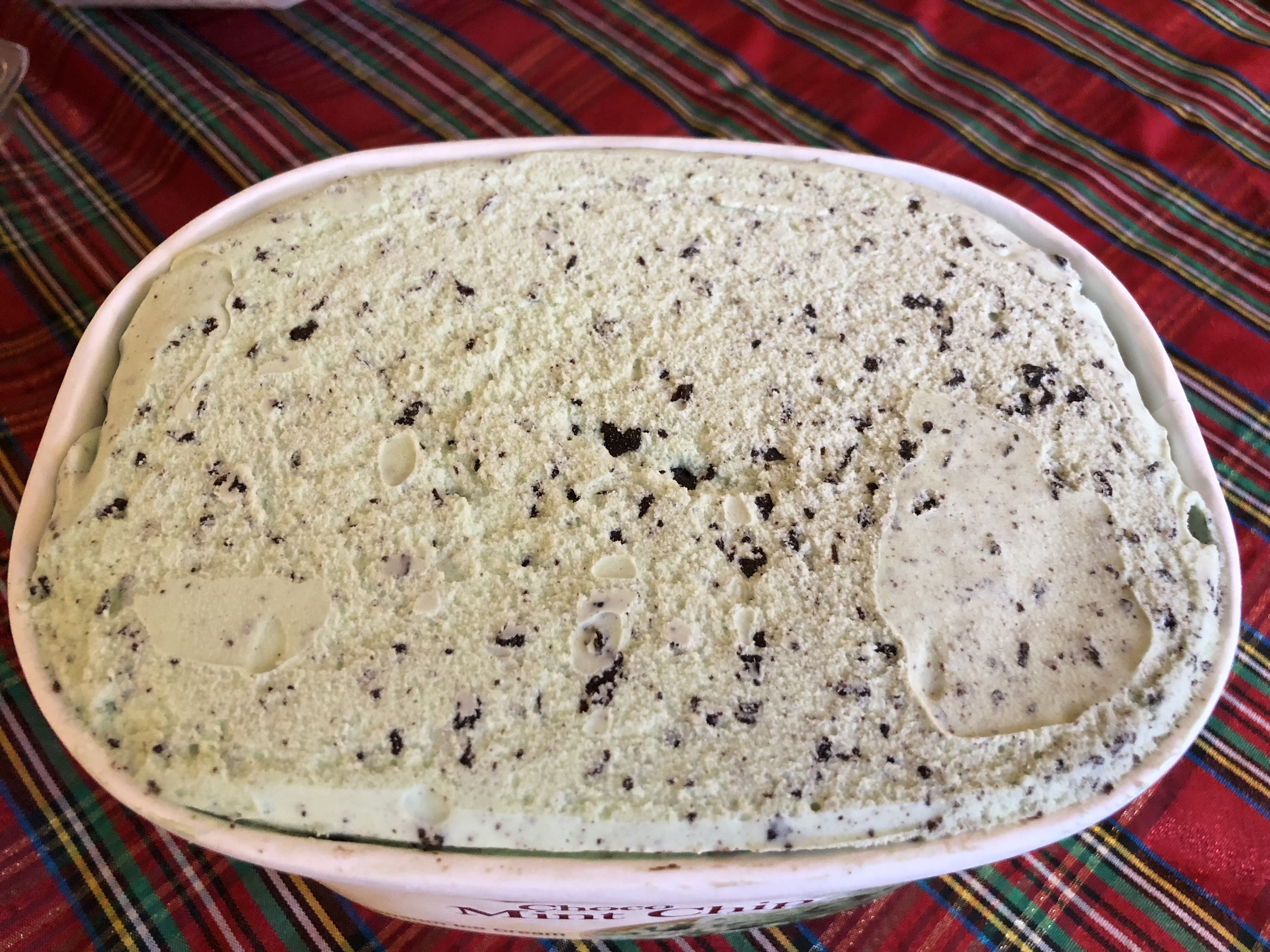
Kem đựng trong hộp squround

Squround là loại hộp đựng có hình dạng kết hợp giữa hình vuông và hình tròn. Trông giống hình bầu dục nhưng đôi khi gần giống hình chữ nhật với các góc cạnh tròn. Điều này cho phép dễ dàng lấy đồ ra khỏi hộp đựng. Đây vốn là một từ ghép dành cho dạng hộp "vuông tròn" (thùng carton), đề cập đến sự dung hòa giữa hình vuông và thùng carton tròn. Đôi khi nó còn gọi là scround.
Thuật ngữ này chủ yếu áp dụng cho thiết kế hộp đựng kem khi được thúc đẩy từ sở thích của người tiêu dùng, cũng như hiệu quả chi phí. Những hộp đựng dạng này có hình chữ nhật hơn là hình vuông, nhưng các cạnh bên được làm tròn, trong khi bề mặt trên và dưới hoàn toàn phẳng. Hộp đựng hình vuông mang lại một số điểm thu hút người tiêu dùng của loại hộp đựng hình trụ truyền thống, đồng thời khép kín giống như hộp đựng vuông hình viên gạch.